# Ezinne Okparaebo
Ezinne Okparaebo, född den 3 mars 1988 i Imo, Nigeria, är en norsk friidrottare som tävlar i kortdistanslöpning.
Okparaebo blev 2007 europamästare för juniorer på 100 meter. Hon deltog även vid Olympiska sommarspelen 2008 på 100 meter men blev utslagen i kvartsfinalen.
Hennes stora genombrott som senior kom när hon blev tvåa vid inomhus-EM 2009 på 60 meter.